# Mavis Staples
Mavis Staples (Chicago, 10 luglio 1939) è una cantante e attrice statunitense.
È stata inserita nella Rock and Roll Hall of Fame nel 1999 e nella Blues Hall of Fame nel 2017.

## Biografia
Mavis Staples è nata nel 1939, ultima di quattro figli, nella parte sud di Chicago (Sam Cooke e Lou Rawls vivevano nelle vicinanze). La madre di Staples, Oceola, lavorava come operaia in fabbrica e come addetta alle pulizie mentre suo padre, Roebuck (noto come Pops), lavorava nei macelli e nelle acciaierie; in passato era stato un mezzadro in Mississippi, dove i suoi nonni erano stati schiavi. Pops cantava in un gruppo gospel maschile, i Trumpet Jubilees. Un giorno i compagni di gruppo di Pops non si presentarono alle prove, quindi reclutò i suoi figli, tra cui Mavis, come nuovi membri. Mavis cantava le parti da baritono.

### Carriera artistica
Ha iniziato la sua carriera musicale nel 1948 cantando nel gruppo di famiglia, chiamato The Staple Singers. Il gruppo, oltre al padre Roebuck "Pops" Staples, unisce i fratelli maggiori Cleotha e Pervis. Il quartetto gospel si fa conoscere ed apprezzare nel Sud degli Stati Uniti, anche grazie alle rivendicazioni afroamericane portate avanti da Martin Luther King. A cavallo degli anni '60-'70 il gruppo ottiene il periodo di maggior successo e Mavis pubblica nel 1969 il suo primo album discografico da solista. I primi lavori da solista dell'artista sono orientati verso il pop/soul più sofisticato. Dalla seconda metà del nuovo decennio l'attività del gruppo si dirada e Mavis pubblica due album con una nuova etichetta. Nel 1987 firma per l'etichetta Paisley Park Records dell'artista Prince che le produce due album,Time Waits for No One (1989) e The Voice (1993). Nel 1996 ritorna al successo con Lucky Peterson ed un album dedicato a Mahalia Jackson. Nel 2004, dopo un altro periodo di silenzio, esce Have a Little Faith. Tre anni dopo è la volta di We'll Never Turn Back, prodotto da Ry Cooder. Nel 2010 esce una collaborazione con Jeff Tweedy (Wilco), che produce il suo album You're Not Alone, premiato con un Grammy nella sezione "miglior disco di americana" (Grammy Award for Best Americana Album). Nel 2013 esce One True Vine, in cui collabora nuovamente con Tweedy. Nel 2017 è apparsa nei dischi di Arcade Fire e dei Gorillaz e ha pubblicato il suo album, If All I Was Was Black ed è poi andata in tour con Bob Dylan. Nel 2018 è presente nella colonna sonora della seria televisa Greenleaf prodotta da Oprah Winfrey e Gerrit Van Der Meer.

## Vita privata
Mavis Staples si è sposata con un impresario di pompe funebri di nome Spencer Leak nel 1964; divorziarono poco dopo quando Staples decise che non avrebbe messo fine alla sua carriera musicale per rimanere a casa. Non hanno avuto figli. Nel 2004 ha rivelato di essere stata fidanzata con Bob Dylan negli anni '60 e che una volta lui le aveva proposto di sposarla ma lei lo respinse perché aveva erroneamente pensato che Martin Luther King non avrebbe voluto che lei sposasse un ragazzo bianco. I due sono rimasti amici.

## Carriera di attrice
È apparsa in diversi film e serie TV tra cui L'ultimo valzer di Martin Scorsese (1978), Graffiti Bridge di Prince (1990), New York Undercover e I Robinson.

## Discografia
Album
- Mavis Staples (1969)
- Only for the Lonely (1970)
- A Piece of the Action] (1977) - colonna sonora
- Oh What a Feeling (1979)
- Mavis Staples (1984)
- Don't Change Me Now (1988)
- Time Waits for No One (1989)
- The Voice (1993)
- Spirituals & Gospel: Dedicated to Mahalia Jackson con Lucky Peterson (1996)
- Have a Little Faith (2004)
- We'll Never Turn Back (2007)
- Live: Hope at the Hideout (2008)
- You Are Not Alone (2010)
- One True Vine (2013)
- Livin' on a high note (2016)
- If All I Was Was Black (2017)
- Live in London (2019)
- We Get By (2019)
- Carry Me Home (2022)